# Lamberto Dini
Lamberto Diniⓘ (sinh ngày 1 tháng 3 năm 1931) là nhà kinh tế học và chính trị gia người Ý. Ông là Thủ tướng thứ 51 của Ý từ năm 1995 đến năm 1996 và Bộ trưởng Ngoại giao từ năm 1996 đến năm 2001.